# Nesiotica cladara
Nesiotica cladara är en fjärilsart som beskrevs av Turner 1917. Nesiotica cladara ingår i släktet Nesiotica och familjen björnspinnare. Inga underarter finns listade i Catalogue of Life.